# Chaka Fattah
Chaka Fattah, né le 21 novembre 1956 à Philadelphie, est un homme politique américain, élu démocrate de Pennsylvanie à la Chambre des représentants des États-Unis de 1995 à 2016.

## Biographie
Chaka Fattah est originaire de Philadelphie. Il est élu à la Chambre des représentants de Pennsylvanie à partir de 1982, puis au Sénat de l'État en 1988.
En 1994, il est élu à la Chambre des représentants des États-Unis dans le 2e district de Pennsylvanie, un bastion démocrate de Philadelphie.
En juillet 2015, il est mis en examen pour un prêt illégal d'un million de dollars fait à sa campagne pour la mairie de Philadelphie en 2007. Il se présente tout de même à un douzième mandat en 2016. Lors de la primaire démocrate d'avril, il est battu par le représentant d'État Dwight Evans (36 % contre 43 %). Le 21 juin 2016, il est condamné pour 23 chefs d'accusation dont racket, blanchissement et fraude. Le jour même, il annonce qu'il démissionnera de son mandat de représentant en octobre mais, menacé d'être destitué par ses collègues, il démissionne effectivement deux jours plus tard. En décembre 2016, il est condamné à dix ans de prison.

## Historique électoral

### Chambre des représentants
| Année | Chaka Fattah | Rép    | Lib   | Ind   | Vert  |
| ----- | ------------ | ------ | ----- | ----- | ----- |
| Année |              |        |       |       |       |
| 1994  | 85,9 %       | 14,1 % | —     | —     | —     |
| 1996  | 88,0 %       | 12,0 % | —     | —     | —     |
| 1998  | 86,5 %       | 13,5 % | —     | —     | —     |
| 2000  | 98,0 %       | —      | 2,0 % | —     | —     |
| 2002  | 87,8 %       | 12,2 % | —     | —     | —     |
| 2004  | 88,0 %       | 12,0 % | —     | —     | —     |
| 2006  | 88,6 %       | 9,2 %  | —     | —     | 2,2 % |
| 2008  | 88,9 %       | 11,1 % | —     | —     | —     |
| 2010  | 89,3 %       | 10,7 % | —     | —     | —     |
| 2012  | 89,3 %       | 9,4 %  | —     | 1,4 % | —     |
| 2014  | 87,7 %       | 12,3 % | —     | —     | —     |